# Mercedes-Benz EQB
A Mercedes-Benz EQB (belső jelölése: X 243) a Mercedes-Benz EQ elektromos autó almárkájának akkumulátoros elektromos, SUV autótípusa.

## Története
A B-osztály részeként a teljesen elektromos Mercedes-Benz B 250 e „Electric Drive” a Tesla Model S technológiájával már 2014-től 2017-ig elérhető volt, de jelentősen korlátozott volt a motor teljesítményében, kapacitásában és mindenekelőtt töltési teljesítmény. Ezeket a modelleket a Car2go autómegosztóban is bérelték.
A GLB-hez hasonló SUV-t 2021. április 18-án mutatták be. Valamivel hosszabb, mint a Mercedes-Benz EQA, és van egy további harmadik üléssor. Európában 2021 végén, Észak-Amerikában 2022-ben indultak el a kiszállítások.

A Mercedes-Benz EQA, Mercedes-Benz EQC és Mercedes-Benz EQS EQ testvérmodellekkel ellentétben egyetlen koncepciójármű (mint Concept EQB) sem került előzetesen bemutatásra. Méretei hasonlóak a jelenlegi, akár hétüléses Mercedes-Benz sporthaszonjármű-sorozatéhoz. Ezzel szemben az EQB-t nem Mexikóban, hanem Magyarországon, Kecskeméten gyártják.

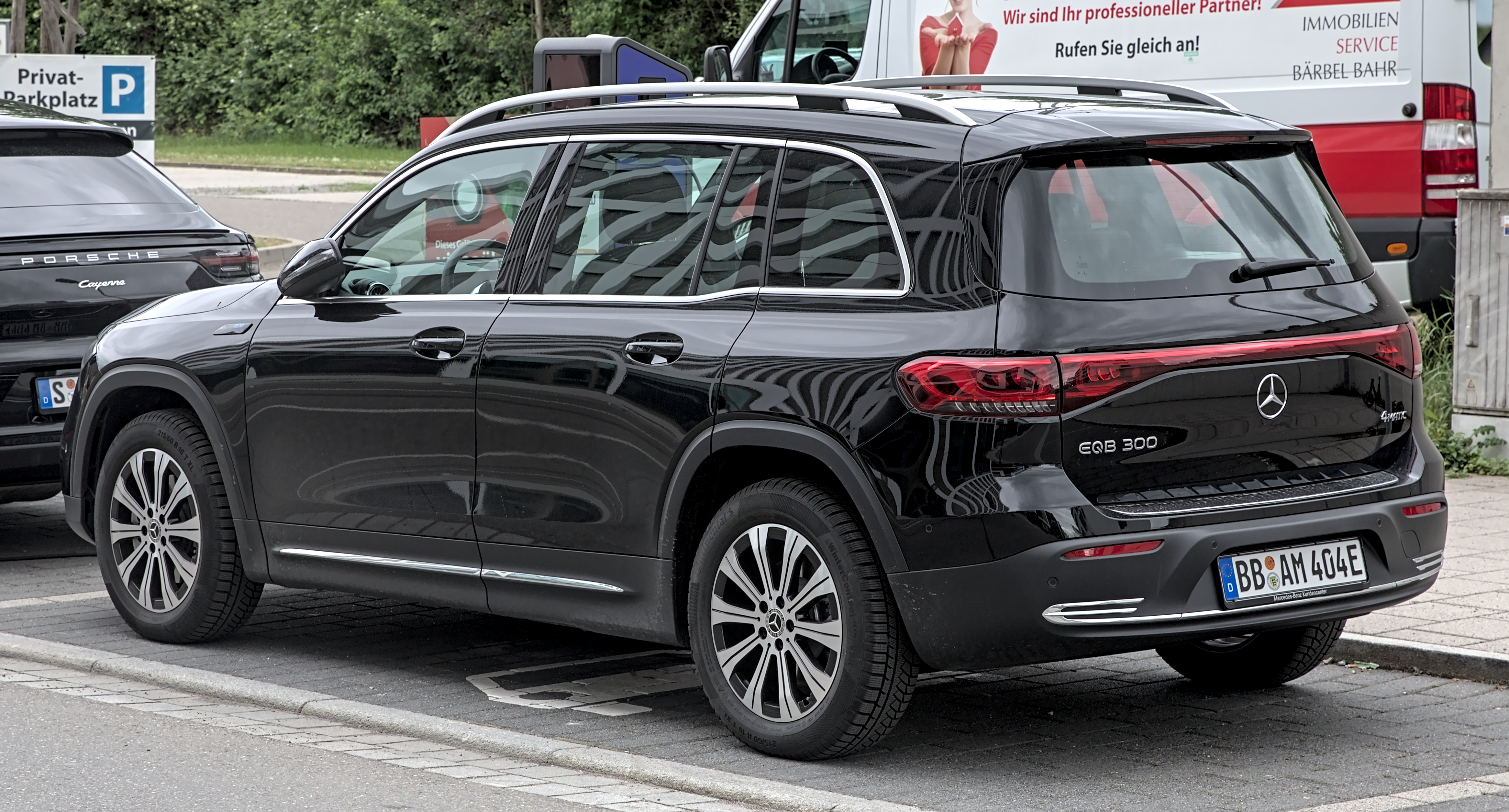
Hátsó nézet
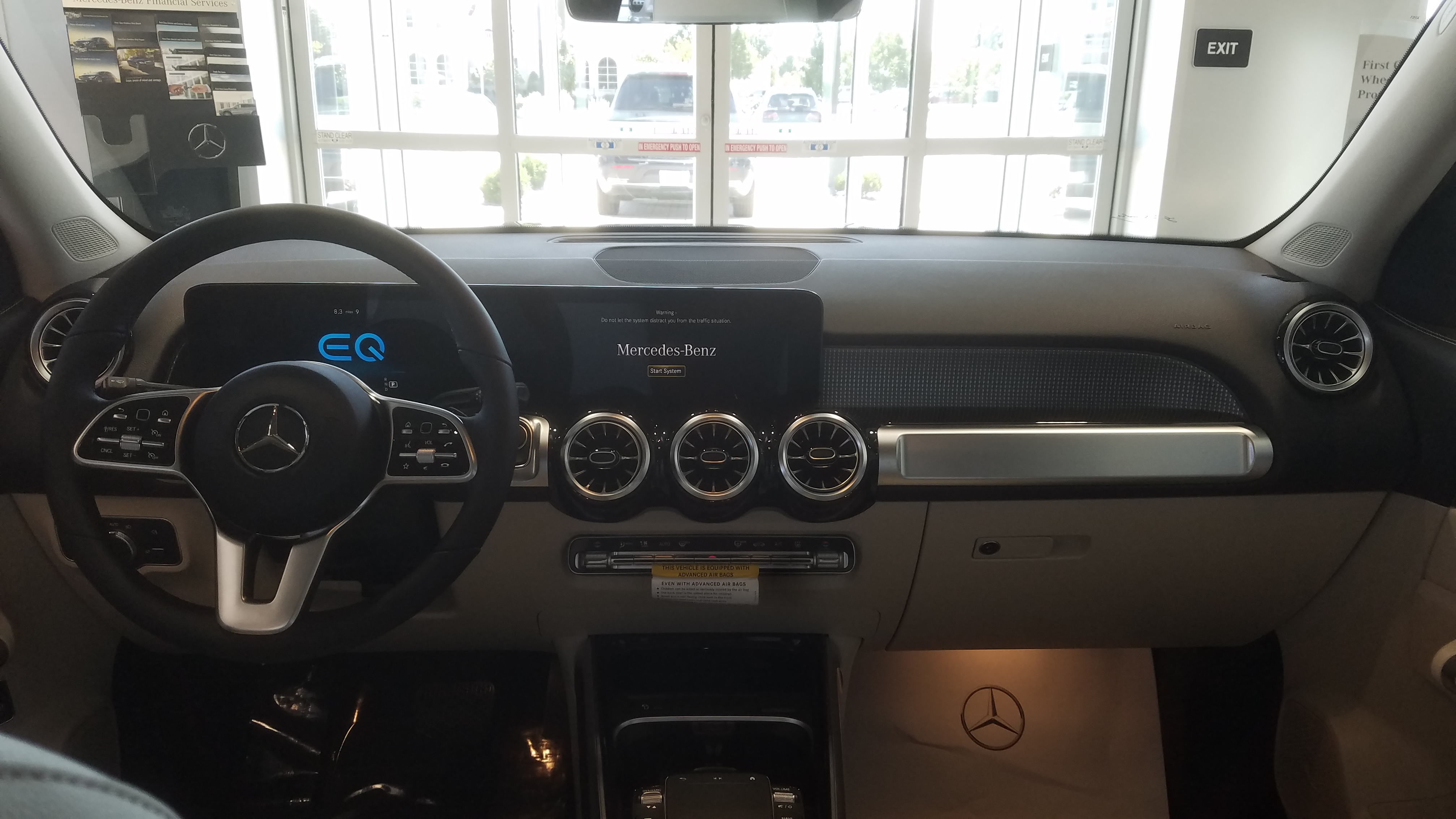
EQB, műszerfal
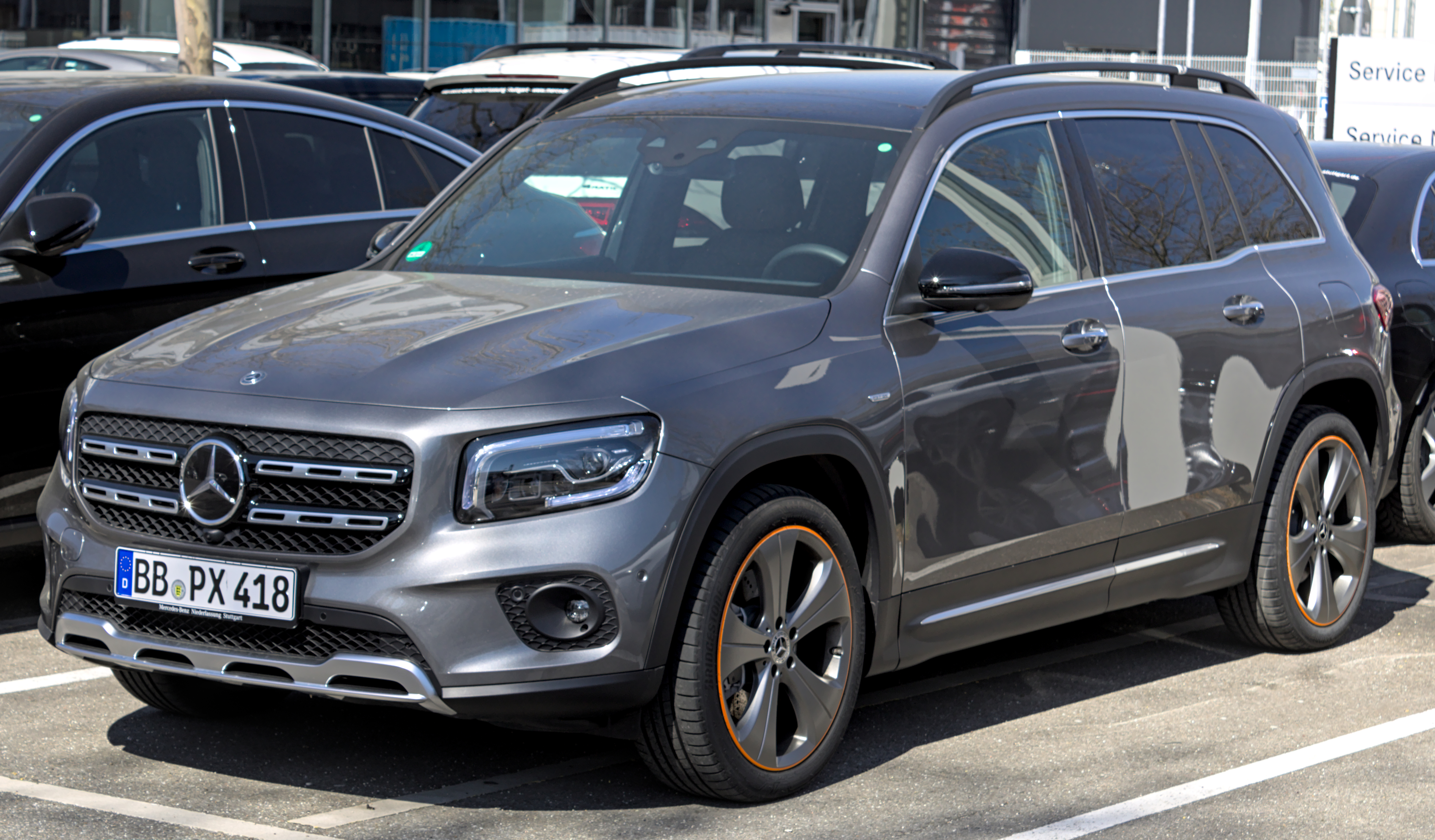
HasonloMercedes Benz GLB
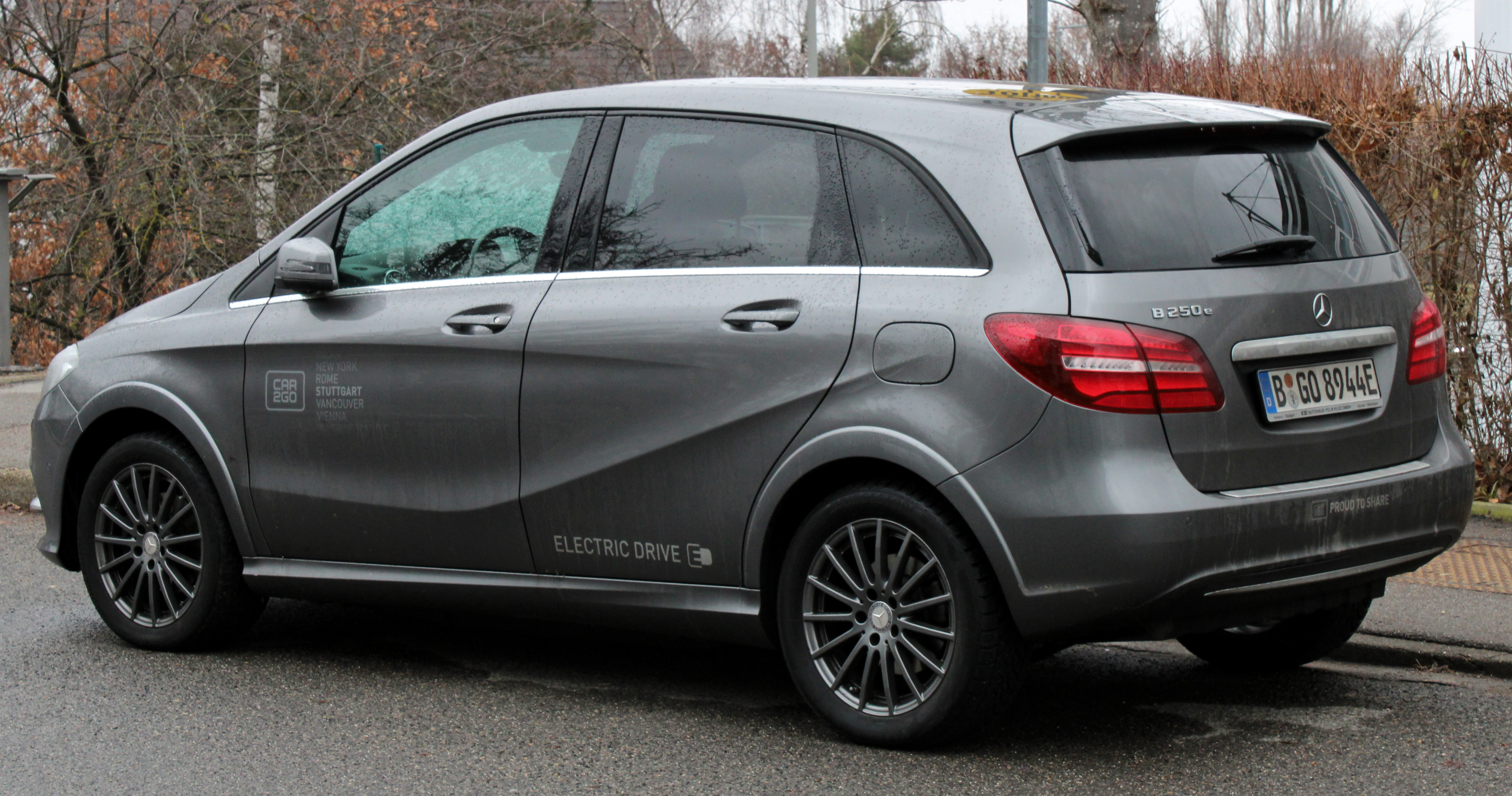
Mercedes Benz B 250 e egy Car2go-tól

A felülvizsgált változatot 2023 augusztusának végén mutatták be. Azóta az alap EQB 250-es motort elhagyták. A „Plug&Charge” funkció is be van építve, amelyhez már nincs szükség töltőkártyára; Az Ionity és az Aral töltőállomásai a kábelen keresztül közvetlenül kommunikálnak a járművel. A vizuális változtatások mellett az ötüléses változathoz első ízben elérhető 1400 kg vagy 1700 kg pótkocsi teherbírású pótkocsi vonószerkezet. A feljavított változat 2023 októberétől rendelhető, az első autókat 2024 elején szállítoták le.

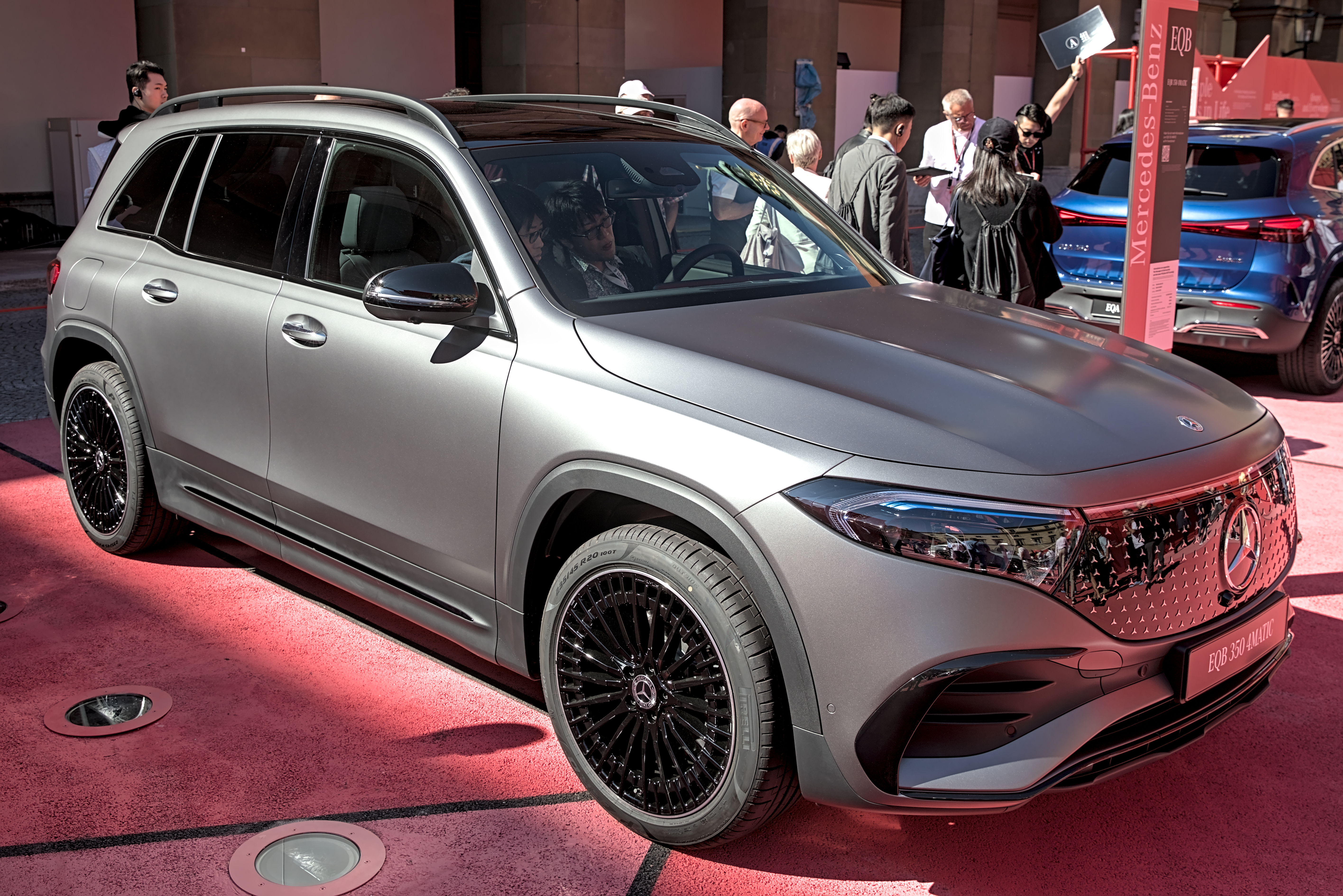
Mercedes-Benz EQB 350 (2023 új)
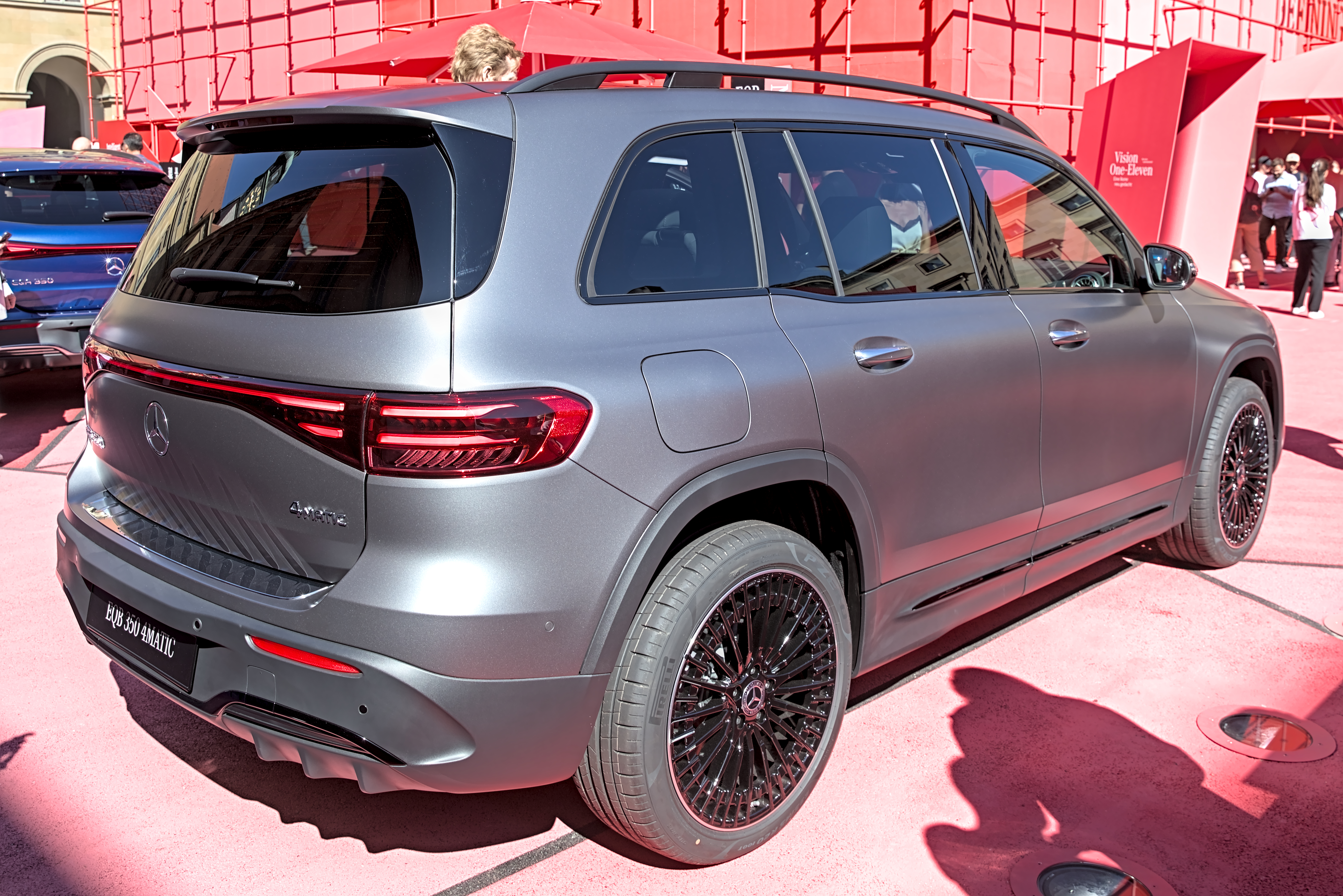
Hátulnézetből

## Technológia
Az alap verzió 140-el kW. Az európai piacon a modellt mindig összkerékhajtással dobták piacra, ami egy aszinkron és egy állandó mágneses szinkronmotor kombinációjával valósult meg. 168 között vannak teljesítményszintek kW (228 PS) és 215 kW (292 PS) elérhető. A maximális nyomaték 390 vagy 520 Nm. A használható akkumulátor kapacitása 66,5 kWh. A tárolási és töltési technológia mindkét változatban azonos. A maximális töltési teljesítmény 100 kW. Váltakozó áramon keresztül használhatja a 11 kW tölthető. A WLTP szerinti hatótávolsága 474 km.

## Műszaki adatok
|                                       | EQB 250                                          | EQB 250                                          | EQB 250+                                         | EQB 300 4MATIC                                                                          | EQB 350 4MATIC                                                                          |
| ------------------------------------- | ------------------------------------------------ | ------------------------------------------------ | ------------------------------------------------ | --------------------------------------------------------------------------------------- | --------------------------------------------------------------------------------------- |
| Gyártási időszak                      | 2022. február–2022. május                        | 2022. május–2023. augusztus                      | 2022. októbertől                                 | 2021. novembertől                                                                       | 2021. novembertől                                                                       |
| Antrieb                               |                                                  |                                                  |                                                  |                                                                                         |                                                                                         |
| Motorart                              | Permanentmagnet-Synchronmotor an der Vorderachse | Permanentmagnet-Synchronmotor an der Vorderachse | Permanentmagnet-Synchronmotor an der Vorderachse | Asynchronmaschine an der Vorderachse & Permanentmagnet-Synchronmotor an der Hinterachse | Asynchronmaschine an der Vorderachse & Permanentmagnet-Synchronmotor an der Hinterachse |
| Max. teljesítmény                     | Sablon:KW2PS                                     | Sablon:KW2PS                                     | Sablon:KW2PS                                     | Sablon:KW2PS                                                                            | Sablon:KW2PS                                                                            |
| Max. nyomaték                         | 375 Nm                                           | 385 Nm                                           | 385 Nm                                           | 390 Nm                                                                                  | Systemdrehmoment 520 Nm                                                                 |
| Meghajtás                             | Elsőkerék-meghajtás                              | Elsőkerék-meghajtás                              | Elsőkerék-meghajtás                              | Összkerékmeghajtás                                                                      | Összkerékmeghajtás                                                                      |
| Getriebe                              | Eingang-Reduktionsgetriebe                       | Eingang-Reduktionsgetriebe                       | Eingang-Reduktionsgetriebe                       | Eingang-Reduktionsgetriebe                                                              | Eingang-Reduktionsgetriebe                                                              |
| Akkumulátor                           |                                                  |                                                  |                                                  |                                                                                         |                                                                                         |
| Használható akkumulátorkapacitás      | 66,5 kWh                                         | 66,5 kWh                                         | 70,5 kWh                                         | 66,5 kWh                                                                                | 66,5 kWh                                                                                |
| DC töltési idő (10%-ról 80%-ra) (CCS) | 32 perc                                          | 32 perc                                          | 35 min                                           | 32 perc                                                                                 | 32 perc                                                                                 |
| Messwerte                             |                                                  |                                                  |                                                  |                                                                                         |                                                                                         |
| Hatótávolság (WLTP)                   | 433–474 km                                       | 433–474 km                                       | 452–507 km                                       | 395–423 km                                                                              | 395–423 km                                                                              |
| Fogyasztás 100 km-enként (NEFZ)       | 16,3–17,8 kWh                                    | 16,3–18,3 kWh                                    | 16,1–18,1 kWh                                    | 18,1–19,7 kWh                                                                           | 18,1–19,7 kWh                                                                           |
| Gyorsulás (0–100 km/óra)              | 9,2 mp                                           | 8,9 mp                                           | 8,9 mp                                           | 8,0 mp                                                                                  | 6,2 s                                                                                   |
| Max. sebesség                         | 160 km/óra                                       | 160 km/óra                                       | 160 km/óra                                       | 160 km/óra                                                                              | 160 km/óra                                                                              |
| Saját tömeg                           | 2110 kg                                          | 2110 kg                                          | 2115 kg                                          | 2175 kg                                                                                 | 2175 kg                                                                                 |

## internetes linkek
- Mercedes-Benz EQB weboldal

## Fordítás
Ez a szócikk részben vagy egészben  a   Mercedes-Benz X 243 című német Wikipédia-szócikk ezen változatának fordításán alapul.  Az eredeti cikk szerkesztőit annak laptörténete sorolja fel. Ez a jelzés csupán a megfogalmazás eredetét és a szerzői jogokat jelzi, nem szolgál a cikkben szereplő információk forrásmegjelöléseként.